# Kozma Szilárd
Kozma Szilárd, teljes nevén Kozma Botond Szilárd (Csíkszereda, 1953. november 17. –) romániai magyar költő, regényíró, újságíró, gyakorló asztrológus. Tizenhárom megjelent könyv szerzője, 1992-től a Magyar Írószövetség tagja.

## Életútja
A jelenleg Márton Áron nevet viselő, csíkszeredai nagy gimnázium román tagozatán kezdte iskolai éveit 1961-ben, és végig román nyelven folytatta és végezte iskolai – főiskolai tanulmányait. Marosvásárhelyt az építészeti szaklíceumot végezte (1973), munkahelyeit váltogatva szülővárosában dolgozott, így végül a házelemgyárban is (1979-81), majd Nagybányán építő-üzemmérnöki diplomát szerzett (1984). 1977 és 1981, majd 1984 és 1989 között a Csíkszeredai Művelődési Otthonban működő Tamási Áron nevű irodalmi kört vezette. Az 1990-es években alelnöke lett a Kisgazda Pártnak és szerkesztette a csíkszeredai Kisgazdák Lapját. 1992-ben egyéves ösztöndíjat kapott a Budapesti Bethlen Gábor alapítványtól egy regény megírására. (Amelynek az első, 400 oldalas része: A Táltos Bolond 2009-ben jelent meg a Csíkszeredai Status kiadónál.)
1995-ben két alkalommal is éhségsztrájkot folytatott a romániai új tanügyi törvény ellen, mely nem biztosítja a magyar anyanyelvű romániai állampolgárok gyermekeinek az anyanyelvű oktatást, második alkalommal láncszerűen többen is csatlakoztak a tiltakozáshoz, számosan szolidaritásukat fejezték ki a tiltakozók mellett, köztük Tőkés László református püspök, Cs. Gyimesi Éva oktatásügyi alelnök. Markó Béla Kozma Szilárd első éhségsztrájkjával szolidaritást vállalt, de a továbbiakban a tanügyi törvény tárgyalások útján való megváltoztatására törekedett.
Immáron húsz éve gyakorolt hivatásában, vagyis a metafizikai asztrológiában, a bukaresti Elta nevű szabad egyetemen szerzett képesítést 1991 és 1994 között. 1984-től karatézik, shotokan vonalon a Shotokan Karate-Do International Federation tagjaként, jelenben 3 dannos karatemester. A harc művészeti ismereteit is felhasználja a metafizikai ismertei kibővítésére és ennek alapján is írja az egészséges életmódról és a harmonikus életvezetésről (családi és párkapcsolati életről) szóló esszéit és tanulmányait. Olvasói, horoszkóprendelői és minden érdeklődő számára a műveiben leírtak gyakorlatba ültetéseként többek között nyaranta sátoros életmód táborokat is tart Csíkszereda környékén.

### Magánélete
Házas, hétgyermekes családapa.

## Munkássága
Verseit gyakran előadta az 1970-es években, nem csak a csíkszeredai Tamási Áron, hanem pl. a székelyudvarhelyi Tomcsa Sándor és a kolozsvári Gaál Gábor Körben is, első verseit a Hargita közölte (1974). Írásaival az Igaz Szó, Korunk, Utunk, Ifjúmunkás, Művelődés, Echinox, Brassói Lapok, hasábjain szerepelt. Két prózaverse (A mozdulat, a veszély és a sebek kérdése a költői megismerésben, 1979/9; Disszonáns szimfónia, 1981/2) a Korunk költészet-elméleti tematikus lapszámaiban jelent meg. Szerepelt az Ötödik Évszak c. antológiában (Marosvásárhely, 1980). Mircea Dinescu több versét fordította magyarra (Utunk, Echinox, Korunk 1981/1). Az 1990-es évek első felében a Keresztény Szónak is a Hargita megyei tudósítója volt, majd behatóan foglalkozni kezdett az asztrológiával és azt követően ritkán közölt verseket, bevallása szerint, szívesebben ír metafizikai – asztrológiai tanulmányokat és regényeket.

## Kötetei (válogatás)
- Szabadnap – Versek (Kriterion Kiadó, Forrás sorozat, Bukarest, 1981)[7]
- A csodák völgye (verseskötet, Dacia Kiadó , Kolozsvár, 1985)[8]
- A Vízöntő küszöbén (verseskötet, Glória Kiadó, Kolozsvár, 1994)[9][10]
- Utódok, szülők és szeretők az asztrológia tükrében (Neptun Kiadó, Csíkszereda, 2003)[11]
- Beavatás a misztikába avagy A szellemi valóság és káprázat kérdése egy gyakorló asztrológus tapasztalatában / A féltékenység metafizikája; Státus, Csíkszereda, 2005[9]
- Tarot, reinkarnáció és spirituális tisztánlátás (Status Kiadó, Csíkszereda, 2006)[12]
- A táltos bolond, I. könyv. A skorpió aranya (Regény, Status Kiadó, Csíkszereda, 2009)[13][14]
- A mágia működésének az asztrológiai titka (Publio Kiadó, Győr, 2018)[15]
- A karma (a Lilith), az ördög (az árnyék- én) és ezek meghaladási lehetősége (Publio Kiadó, Győr, 2018)[16]
- A Tarot kereszténysége és a kereszténység Tarotja (Publio Kiadó, Győr, 2018)[17]
- Az egyetemes törvények (Publio Kiadó, Győr, 2018) [18] puhatáblás, ISBN 9789634435747
- A karmát az anyáktól örököljük, nem reinkarnációkból (Publio Kiadó, Győr, 2019)[19] puhatáblás, ISBN 9789634436614 (470 oldal)
- A Táltos Bolond II. Könyv: Skorpiói Beavatás (Publio Kiadó, Győr, 2020)[20] puhatáblás, ISBN 9789634437031
- A Bolondság víruskoronája (Publio Kiadó, Győr, 2022)[21] puhatáblás, ISBN 9789634437437

## Társasági tagság
- Tamási Áron Irodalmi Kör vezetőségi tagja (Csíkszereda)[22]
- A Kolozsvári Szabadelvű Kör alapító tagja (Kolozsvár)
- Erdélyi Hamvas Béla Baráti Társaság, alapító tagja (Csíkszereda)

## Díjak
- A Szatmárnémeti Poesis költészeti lap díja, 1992[23]